# Хемингштет
Хемингштет (њем. Hemmingstedt) општина је у њемачкој савезној држави Шлезвиг-Холштајн. Једно је од 115 општинских средишта округа Дитмаршен. Према процјени из 2010. у општини је живјело 2.940 становника. Посједује регионалну шифру (AGS) 1051048, NUTS (DEF05) и LOCODE (DE HMD) код.

## Географски и демографски подаци
Хемингштет се налази у савезној држави Шлезвиг-Холштајн у округу Дитмаршен. Општина се налази на надморској висини од 10 метара. Површина општине износи 16,0 km². У самом мјесту је, према процјени из 2010. године, живјело 2.940 становника. Просјечна густина становништва износи 184 становника/km².